# Erik Östlund
Pour les articles homonymes, voir Östlund.
Erik Östlund (né le 23 septembre 1962) est un ancien fondeur suédois.

## Palmarès

### Championnats du monde
| Épreuve / Édition | Seefeld 1985 | Oberstdorf 1987 |
| 4 × 10 km         | Bronze       | Or              |

### Coupe du monde
- Meilleur classement final : 4e en 1986.
- 1 podium.